# Poke (варіація покера на двох)
Poke — багатожанрова карткова гра для двох гравців, винайдена Сідом Саксоном у 1946 році і описана в його книзі Гамма ігор (1969). Поєднує сильні елементи покеру з іграми на взятки і додає підрахунок балів, що нагадує бридж. Подібно до бриджу, рахунок записується на листі, розділеному по центру впоперек і вниз; бали «над лінією» враховуються для кінцевої суми, тоді як бали «під лінією» є проміжними. У гру також грають, доки не буде завершена гра, або завершена найкраща з трьох партій.

## Правила
Poke грається типовою колодою.
Роздача Poke розігрується в дві фази; на першому етапі гравці беруть карти, щоб покращити свою покерну руку, а на другому етапі гравці беруть «взятки» своєю рукою.
Бали з першої фази йдуть над лінією; бали з другої йдуть під лінію, за деякими винятками. Коли гравець має 20 балів під лінією (для чого може знадобитися більше ніж одна роздача), гра закінчується, бонусні бали додаються, а бали над лінією підраховуються, щоб визначити переможця цієї конкретної гри.
Гра відбувається наступним чином:
- Дилер роздає п'ять карт собі та супернику.

- Суперник може вирішує «витримати» чи «не брати більше карт». Вони також можуть скинути від 1 до 3 карток у своїй руці та взяти заміну, чим «подвоює» (англ. double) свою руку; під час фази взяття взяток їхній суперник тепер отримуватиме 2 бали за виграну взятку замість 1 бала. Після подвоєння вони можуть вирішити «витримати» або знову скинути від 1 до 3 карт і взяти заміну. Це вже «переподвоєння» (англ. redouble), і тепер їхній суперник отримуватиме 4 бали за взятку, а вони мають вийграти взятку.

- Дилер діє аналогічно, за винятком того факту, що він отримує 1 «безкоштовне» скидяння та взяття; він також звичайно може подвоювати та переподвоювати згодом, це вже до трьох можливих скидань та взять.

На цьому перша фаза закінчується. Далі настає етап виконання взятки.
- Гравець, який не здає, «веде», розігруючи одну або кілька карт зі своєї руки. Якщо розігрується більше ніж одна карта, вони повинні бути одного рангу; іншими словами, лише сінгл, пара, трійка та четвірка дозволені як один розіграш. Їх суперник має побити карти на столі. Якщо це сингл, достатньо карти рангом вище; якщо це пара або більше, суперник повинен зіграти таку саму кількість карт і може перемогти, лише якщо його власні карти мають однаковий ранг і більшу вартість. Якщо ж у них немає пари або вище, вони можуть просто скинути інші карти, які не будуть бити те, що є на столі. Якщо зіграні карти мають однакову вартість, їх виграє той хто веде.

- Зверніть увагу, що масть не має значення на цьому етапі; немає козирів, і не треба бити у масть, щоб перемогти.

- Гравці тримають власні карти відкритими, якщо вони виграли взятку, або ж закритими, якщо вони цього не змогли зробили.

- Переможець останньої взятки починає наступну, дотримуючись наведених вище правил.

Після того, як всі п'ять карт були зіграні у взятках, визначаються бали під лінією. Кожен гравець отримує 1 бал під лінією за кожну свою взятку, якщо його суперник не подвоїв або не переподвоїв; вони отримують 2 бали за кожну взятку, якщо їхній опонент подвоїв, але не переподвоїв, і 4 бали за кожну взятку, якщо їхній опонент переподвоїв.
Якщо гравець взяв усі п’ять карт у взятках, він «заграбав» і отримує бонус у розмірі 250 балів над лінією.
Далі обидві руки гравців вважаються покерними. Гравець із найвищою покерною комбінацією отримує бали над лінією таким чином:
| Бали       | Комбінація         |
| ---------- | ------------------ |
| 50 балів   | Пара               |
| 100 балів  | Дві пари           |
| 200 балів  | Три в одному роді  |
| 300 балів  | Прямий             |
| 400 балів  | Флеш               |
| 500 балів  | Аншлаг             |
| 600 балів  | Чотири одного роду |
| 750 балів  | Стріт-флеш         |
| 1000 балів | Флеш-рояль         |

Потім роздача проходить, і роздається нова рука. Однак, якщо будь-який гравець набрав 20 балів нижче лінії, ця гра закінчується, якщо кількість балів під лінією не буде рівною, у такому випадку грається роздача на тай-брейку. Після визначення явного переможця цей гравець отримує бонус у розмірі 100 балів над лінією, а всі бали нижче лінії скасовуються. Коли гравець виграє свою другу партію, він отримує бонус у 100 балів, згаданий вище, плюс 750 балів над лінією, якщо його опонент не виграв вирішальну гру, або 500 балів над лінією, якщо її суперник виграв. На цьому етапі бали над лінією підраховуються, і той, хто набере найбільшу кількість балів над лінією, виграє гру.